# Josef Poss
Josef Natanael Poss, född den 19 januari 1890 i Stockholm, död där den 18 januari 1957, var en svensk idrottsman (skridskoåkare). Han var tvillingbror till Paul Poss.
Efter att ha avlagt studentexamen och kansliexamen blev Poss byråsekreterare i Kammarkollegiet 1920 och förste byråsekreterare där 1953. Han invaldes som ledamot av Gustav Adolfs Akademien 1941. Poss var medlem av svenska landslaget i hastighetsåkning på skridskor 1910–1911 och deltog bland annat i tre landskamper. Han blev distriktsmästare för juniorer för Stockholm-Uppland i häcklöpning 110 meter 1907 och akademisk mästare i häcklöpning 110 meter och höjdhopp 1909. Poss var medarbetare i Nordiskt idrottsliv 1909–1912. Han blev riddare av Vasaorden 1941. Poss vilar på Norra begravningsplatsen utanför Stockholm.